# Bonifacio II degli Aleramici
Bonifacio II degli Aleramici, detto il Gigante (1202 circa – Moncalvo, 12 giugno 1253), unico figlio maschio del marchese Guglielmo VI degli Aleramici e di Berta di Clavesana, fu marchese del Monferrato dal 1226 alla morte e rivendicò i suoi diritti sul Regno di Tessalonica, fondato da suo nonno Bonifacio I degli Aleramici nel 1204, dichiarandosi re titolare di Tessalonica dal 1239 alla morte.

## Biografia

### Giovinezza
Bonifacio seguì il padre nella spedizione in oriente del 1225, quando il marchese Guglielmo perse la vita: egli tornò allora in patria e assunse, forse nella primavera dell'anno seguente, il controllo sul Monferrato. Strinse un patto col cugino, il marchese Manfredo III di Saluzzo, nel quale si prevedeva che in caso di morte senza eredi di uno dei due sovrani i suoi domini sarebbero andati all'altro. Ciò serviva per evitare una sanguinosa guerra civile nella quale sarebbe probabilmente entrato anche l'Imperatore, con il quale infatti non correvano buoni rapporti. Bonifacio II non era riuscito a saldare i pesanti debiti contratti dal padre nei confronti della corona di Germania, Federico II lo vedeva di cattivo occhio, e non a caso: nel 1226 egli aderì alla Lega Lombarda contro l'Impero. Nonostante la mediazione di papa Onorio III, che comportò la riconciliazione tra i due uomini politici, Federico II riserbò nei suoi confronti sempre vivi sospetti. Come scrive Raffaello Menochio: "Morto Manfredo III di Saluzzo gli succedeva nel 1244 Tommaso I di Saluzzo in età di 4 anni sotto la tutela del marchese Bonifacio di Monferrato, il quale tosto si portava a Carmagnola, ed ai 30 ottobre di quell'anno in casa di Bongioanni Granetto riceveva il giuramento di fedeltà a nome del pupillo e della contessa di Saluzzo" (Raffaello Menochio, Le Memorie storiche della città di Carmagnola, Torino, 1890).

### Matrimonio con Margherita di Savoia
Nel 1228 Bonifacio negoziò con i Savoia il suo matrimonio. La prescelta era la giovane Margherita, (1225 – 1268), figlia di Amedeo IV di Savoia e di Anna di Borgogna, ma Tommaso I di Savoia rifiutò di concederla per l'età ancora adolescente della giovine. Essa venne poi sposata il 9 dicembre 1235. Il fastoso matrimonio venne celebrato in dicembre 1235 a Chivasso. Sembra che Amedeo IV di Savoia abbia promesso di lasciare in eredità a Bonifacio e a Manfredo di Saluzzo tutti i suoi territori piemontesi al di qua delle Alpi in caso di sua morte senza eredi, ma i rapporti tra i due si incrinarono e la cosa non ebbe seguito.

### Odio verso Alessandria
Ma le mire del marchese Bonifacio erano principalmente dirette verso Alessandria: dal 1227, quando strinse un'alleanza con Asti contro gli alessandrini, fino praticamente alla fine del suo marchesato egli continuò a combattere accanitamente contro i vicini.
In sostegno di Alessandria si attivarono a più riprese gli eserciti della Lega e di Milano. Sconfitto duramente nel 1230 dopo aver perso molte piazzeforti, Bonifacio dovette riconoscere la sua sottomissione alle volontà della Lega. Quando egli cercò nuovamente di svincolarsi, stringendo maggiori alleanze con i saluzzesi e con i Savoia, gli eserciti milanesi tornarono a minacciarlo e attaccarono Chivasso, allora capitale del marchesato. L'assedio si protrasse per quattro mesi, vani furono gli sforzi di Bonifacio di aiutare gli assediati attaccando le truppe nemiche. Chivasso capitolò il 5 settembre 1231 e non venne restituita a Bonifacio se non dopo un anno intero, quando il marchese scese a patti e si dichiarò sconfitto.

### Nuovi voltafaccia
Bonifacio, dopo la rottura dei rapporti con i saluzzesi ed Amedeo IV, che gli aveva per un certo periodo anche impedito di vedere la moglie, andata in visita in Piemonte. Bonifacio decise allora di passare nuovamente alla parte imperiale, scortando più volte Federico II nei suoi spostamenti in Italia. Ma la nuova situazione ghibellina non durò molto: nel 1243 egli passò per soldi dalla parte guelfa. Comunque, quando Federico fece visita a Torino nel 1245, egli chiese e ottenne il perdono imperiale, divenendo nuovamente servitore del monarca tedesco.
In questa situazione di guerra permanente con i relativi voltafaccia improvvisi, arrivò la notizia della morte del marchese Manfredo III. Come da testamento del defunto, a Bonifacio fu affidata la custodia e l'istruzione dei due figli di Manfredo, Tommaso e Alasia.

### Ultimi tempi e morte
I continui voltafaccia di Bonifacio divennero sempre più frequenti. A cambiare continuamente bandiera era il timore dato dalla crescente potenza acquistata da Amedeo IV e, soprattutto, dalla decisione imperiale di creare in Piemonte uno stato satellite sottraendo terre ai Savoia, ai Saluzzo e, in primo luogo, ai Monferrato. La morte di Federico segnò forse un momento di relativa calma nella politica di Bonifacio. Corrado IV lo investì a Roma di alcune terre a lui adiacenti, e in particolare la città di Casale Monferrato. Raggiunta quindi la supremazia nel Piemonte meridionale, forse decise di dedicarsi più alla politica interna che alle guerre. Ma era il 4 maggio quando Corrado lo insignì del dominio su Casale. Il 12 maggio egli morì a Moncalvo dopo aver fatto testamento nel giro di poche ore. Gli succederà il figlio Guglielmo.

## Discendenza
Bonifacio ebbe da Margherita di Savoia tre figli:
- Teodora (ca. 1235 - ), sposò Gherardo della Gherardesca Conte di Donoratico.
- Alessia (1240 – 1285), che andò in sposa ad Alberto I di Braunschweig.
- Guglielmo VII (1243 – 1292), che gli succedette nel governo del marchesato.

Bonifacio II fu seppellito presso l'abbazia di Lucedio, nel comune di Trino.

## Ascendenza
|                             |                 |                       | Genitori                  |  |  | Nonni |  |  | Bisnonni                   |  |  | Trisnonni                |  |
|                             |                 |                       |                           |  |  |       |  |  | Guglielmo V del Monferrato |  |  | Ranieri I del Monferrato |  |
|                             |                 |                       |                           |  |  |       |  |  | Guglielmo V del Monferrato |  |  | Ranieri I del Monferrato |  |
|                             |                 | Gisella di Borgogna   |                           |  |  |       |  |  | Guglielmo V del Monferrato |  |  |                          |  |
| Bonifacio I del Monferrato  |                 |                       |                           |  |  |       |  |  | Guglielmo V del Monferrato |  |  |                          |  |
|                             |                 | Giuditta di Babenberg | Leopoldo III di Babenberg |  |  |       |  |  |                            |  |  |                          |  |
|                             |                 | Giuditta di Babenberg | Leopoldo III di Babenberg |  |  |       |  |  |                            |  |  |                          |  |
|                             |                 | Giuditta di Babenberg | Agnese di Waiblingen      |  |  |       |  |  |                            |  |  |                          |  |
| Guglielmo VI del Monferrato |                 | Giuditta di Babenberg |                           |  |  |       |  |  |                            |  |  |                          |  |
|                             |                 | Anselmo IV del Bosco  | Ugo II del Bosco          |  |  |       |  |  |                            |  |  |                          |  |
|                             |                 | Anselmo IV del Bosco  | Ugo II del Bosco          |  |  |       |  |  |                            |  |  |                          |  |
|                             |                 | Anselmo IV del Bosco  | Agnese d'Este             |  |  |       |  |  |                            |  |  |                          |  |
| Elena del Bosco             |                 | Anselmo IV del Bosco  |                           |  |  |       |  |  |                            |  |  |                          |  |
|                             |                 | Adelasia              | conte Ubaldo              |  |  |       |  |  |                            |  |  |                          |  |
|                             |                 | Adelasia              | conte Ubaldo              |  |  |       |  |  |                            |  |  |                          |  |
|                             |                 | Adelasia              | …                         |  |  |       |  |  |                            |  |  |                          |  |
| Bonifacio II del Monferrato |                 | Adelasia              |                           |  |  |       |  |  |                            |  |  |                          |  |
|                             | Anselmo di Ceva | Bonifacio di Savona   |                           |  |  |       |  |  |                            |  |  |                          |  |
|                             | Anselmo di Ceva | Bonifacio di Savona   |                           |  |  |       |  |  |                            |  |  |                          |  |
|                             | Anselmo di Ceva | Agnese di Vermandois  |                           |  |  |       |  |  |                            |  |  |                          |  |
| Bonifacio I di Clavesana    | Anselmo di Ceva |                       |                           |  |  |       |  |  |                            |  |  |                          |  |
|                             |                 | …                     | …                         |  |  |       |  |  |                            |  |  |                          |  |
|                             |                 | …                     | …                         |  |  |       |  |  |                            |  |  |                          |  |
|                             |                 | …                     | …                         |  |  |       |  |  |                            |  |  |                          |  |
| Berta di Clevesana          |                 | …                     |                           |  |  |       |  |  |                            |  |  |                          |  |
|                             |                 | …                     | …                         |  |  |       |  |  |                            |  |  |                          |  |
|                             |                 | …                     | …                         |  |  |       |  |  |                            |  |  |                          |  |
|                             |                 | …                     | …                         |  |  |       |  |  |                            |  |  |                          |  |
| …                           |                 | …                     |                           |  |  |       |  |  |                            |  |  |                          |  |
|                             |                 | …                     | …                         |  |  |       |  |  |                            |  |  |                          |  |
|                             |                 | …                     | …                         |  |  |       |  |  |                            |  |  |                          |  |
|                             |                 | …                     | …                         |  |  |       |  |  |                            |  |  |                          |  |
|                             |                 | …                     |                           |  |  |       |  |  |                            |  |  |                          |  |